# Laval-en-Laonnois
Laval-en-Laonnois – miejscowość i gmina we Francji, w regionie Hauts-de-France, w departamencie Aisne.
Według danych na styczeń 2014 roku gminę zamieszkiwały 263 osoby, a gęstość zaludnienia wynosiła 58,6 osób/km².